# Francisco José Olivas
Francisco José Olivas Alba, meglio conosciuto come Kiko (Antequera, 21 agosto 1988), è un calciatore spagnolo, difensore svincolato.

## Carriera

### Club
Proveniente dal Villarreal B, debutta in prima squadra il 30 agosto 2009, in un pareggio per 1-1 contro l'Osasuna.

### Nazionale
Nel 2009 ha giocato 4 partite con la nazionale spagnola Under-21.